# Кан, Юри
Юри Кан (эст. Jüri Kahn; 16 декабря 1953, Таллин, Эстонская ССР) — эстонский дипломат. 
До 1977 года изучал математику в Тартуском государственном университете. Позже изучал экономику и получил степень  кандидата экономических наук в экономико-математическом институте АН СССР.
С 1977 по 1989 год работал в академии наук Эстонской ССР.
Весной 1989 года избран народным депутатом СССР от ВЛКСМ, а затем членом Комитета Верховного Совета СССР по делам молодежи.
Постоянный представитель Совета Министров Эстонской ССР при Совете Министров СССР.
С начала 1990 годов работал в министерстве иностранных дел Эстонии.
В 1992—1995 годах был чрезвычайным и полномочным послом Эстонии в Российской Федерации, в 1996—2001 годах работал послом Эстонии в Дании, Норвегии и Исландии. С 2001 по 2004 год руководил отделом внешних связей эстонского парламента. 
В 2004—2006 годах — чрезвычайный и полномочный посол Эстонии в Швеции.
С 2007 года Кан был директором политического департамента отдела Африки, Ближнего Востока и Латинской Америки в министерстве иностранных дел Эстонии. В настоящее время работает в министерстве иностранных дел  Эстонии старшим советником в департаменте внешней экономики и сотрудничества в целях развития.

## Награды
- Командор ордена Заслуг (2003, Португалия)[2].